# Islas de San Bernardo
Islas de San Bernardo är öar i Colombia.   De ligger i departementet Sucre, i den norra delen av landet, 600 km norr om huvudstaden Bogotá. Arean är 213 kvadratkilometer. 